# Сефи ад-Дин
Шейх Сефи ад-Дин Исхак Ардебили (перс. شیخ صفی‌الدین اردبیلی‎;
1252, Ардебиль — 1334, Ардебиль) — основатель известного на Востоке суфийского ордена Сефевие и родоначальник династии Сефевидов, поэт.
В Иране (преимущественно в области Азербайджан) деятельность этого ордена привела к выделению в суфизме особого направления, которое принято называть Кызылбашским (красноголовым), по цвету головных уборов членов ордена.

## Биография

### Происхождение
Сефи ад-Дин родился в 1252 году в городе Ардебиле в зажиточной религиозной семье. Происхождение рода Сефи ад-Дина покрыто тайной, высказывались мнения что они были курдами или арабами (подробнее см. Сефевиды).
В кругах суфиев считалось, что Сефи ад-Дин произошёл в 21 поколении от седьмого шиитского имама Мусы Кязима и, таким образом, является потомком пророка Мухаммеда и Али ибн Абу Талиба; однако, это считается легендой, выдуманной для легитимации духовной власти Сефевидов.

### Молодость
Потеряв отца в малолетнем возрасте Сефи ад-Дин получает начальное образование в окружении его религиозных последователей. Он овладевает богословскими науками и изучает, кроме азери и литературного персидского, арабский и монгольский языки.
Продолжает своё образование Сефи ад-Дин в Ширазе, куда отправляется в 20-летнем возрасте, у известных богословов Рукн ад-Дина Бейзави, Амира Абдуллаха и других. Там он наконец решается выбрать себе наставника. По совету Амира Абдуллаха Сефи останавливается на кандидатуре известного шейха из Гиляна (собственно из Талыша) Гаджи ад-Дина Захиди, который был странствующим дервишем, связанным с суфийским орденом сухравардия.

### Учение у шейха Захиди

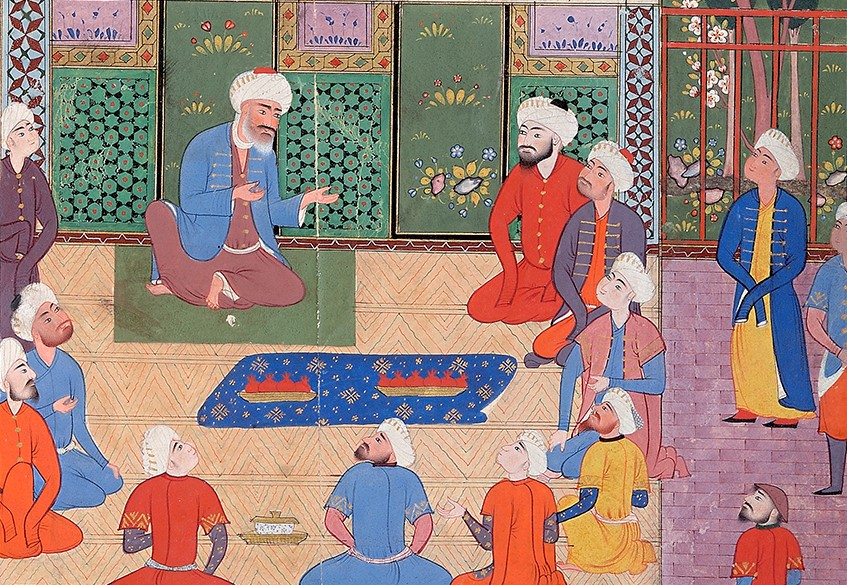
Сефи ад-Дин в окружении учеников. Иллюстрация из манускрипта XVI века

Сефи пришлось потратить много времени на его поиски. Только через четыре года он находит шейха Захида в горах Гиляна. Вскоре Сефи женится на дочери своего наставника — Биби Фатьме (их сын Садр ад-Дин впоследствии наследует шейху Сефи) и ещё больше с ним сближается. Вместе они 25 лет проповедуют свои идеи и только в 1294 году, после смерти Захида Гиляни, Сефи ад-Дин занимает его место главы ордена, названного впоследствии в честь Сефи Сафавийа.
Авторитет шейха Гиляни настолько высок, что многие исследователи склонны считать его действительным основателем ордена Сафавийа. Другие исследователи полагают, что известное идейно-философское направление ордена сложилось уже после смерти Гиляни.

### Глава ордена
В учениках Сефи ад-Дина находились такие выдающиеся личности, как визир Ильхан Рашид-ад-Дин, сын его Гийас-ад-Дин Мухаммед Рашиди и даже сам Ильхан Абу Саид. К концу жизни шейха большинство жителей Ардебиля были его учениками. У него были мюриды и в Западном Иране (Исфахане, Ширазе и др.). Особенно сильное религиозное влияние ордена Сафавийа, как могущественного тюркского ордена, было в Малой Азии, тоже заселенной тюрками. Население этих районов, например, активно содействовало шаху Исмаилу в начальный период его продвижения к власти. Шейх Сефиаддин так же, как и пророк Мухаммед призвал к братству верующих и объединению ради борьбы за святую веру. Это учение было близко родовым обычаям поселившихся в Азербайджане тюрков и они приняли её.
Шейха Сефи ад-Дина, так же как его учителя Захиди, считали святым, приписывали им множество чудес и материально всячески поддерживали. Если в начале организации ордена у шейха Сефиаддина был небольшой участок земли, то к концу жизни в его собственности уже находилось свыше 20 селений, подаренных ему разными феодалами. Сам Сефи ад-Дин и его орден получали огромное количество подарков. Сохранилось письмо визира Рашид ад-Дина, в котором он извещает шейха, что посылает ему подарки к одному из мусульманских праздников — пшеницы свыше 40 тонн, риса белого около 80 тонн, масла коровьего больше тонны, мёду около двух тонн, гатыга пол тонны, сахара рафинада больше 300 кг, быков 30 голов, баранов 130 голов, гусей 190 штук, кур 600 штук, розовой воды 30 бутылей, деньгами 10 тысяч динаров и т. д.

## Поэзия
От шейха Сефи ад Дина дошло 12 четверостиший (рубаи) на местном (район Ардебиля) иранском наречии, близком современному талышскому языку и которое большинство ученых отождествляет с языком азери. Эти четверостишия иранисты считают важным материалом для изучения иранского языка азери, в целом остававшегося бесписьменным. Язык азери четверостиший шейха Сефи ад-Дина был изучен Б. В. Миллером, который в ходе исследований сделал вывод, что диалект ардебильцев и Ардебильского района является языком предков современных талышей, но уже I половины XIV века. Также Миллер делает вывод, что язык азери является родным языком шейха Сефи ад-Дина, а турецкому, персидскому и арабскому он обучился у учителя.
Одиннадцать четверостиший шейха Сафи ад-Дина Ардабили, записанные Пирзадой указаны под названием «стихотворения Раджи-э Талеши».

## Гробница

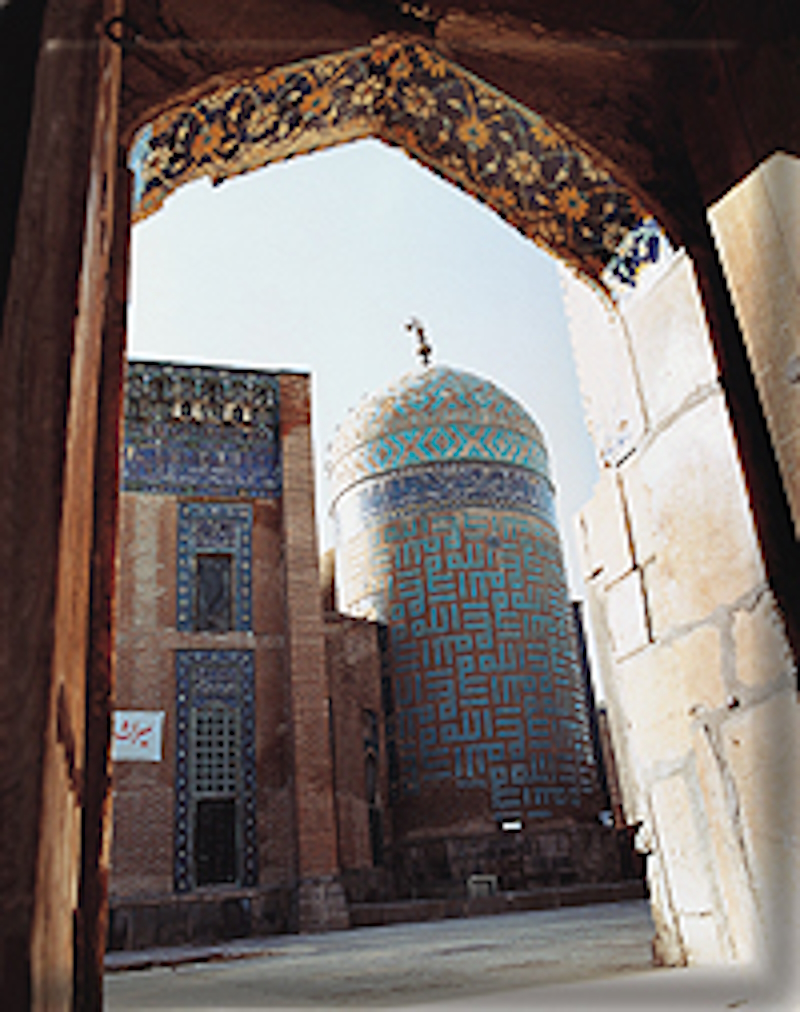
Гробница шейха

Умер и похоронен шейх Сефи ад-Дин в Ардебиле в 1334 году. Над его могилой возводится мавзолей, вокруг которого начинается строительство мечетей, караван-сараев, медресе и жилых домов, создается большой культовый центр. Здесь же погребено большинство сефевидских шейхов, включая шаха Исмаила. Реконструкция и строительство этого центра идет непрерывно, окончательный вид он приобретает в XVI веке, в период правления шаха Тахмасиба I (1524—1576 гг.).
Мавзолей шейха Сафи ад-Дина и поминальная мечеть при нём являются шедевром архитектуры Северо-Западного Ирана. Очень эффектны украшающие их глазурованные плитки разных цветов. Развитие Ардебиля во многом определялось большой популярностью у огромного числа паломников культового комплекса Сефи ад-Дина. В 2010 году комплекс был объявлен памятником Всемирного наследия ЮНЕСКО.

## Преемники
Первыми преемниками шейха Сефи ад-Дина в качестве шейхов ордена Сафавийа в Ардебиле были его потомки Садр ад-Дин Муса (1334—1392/3), шейх Ходжа Али (1392/3—1429). Начиная с правнука Сафи ад-Дина Ибрагима Шейхшаха (1429—1447) Ардебильские шейхи приобретают светскую власть. Шейх Ибрагим Шейхшах становится правителем Ардебиля, а шейх Исмаил (1486—1524) основателем шахской династии Сефевидов нового Кызылбашского государства в Иране.